# Parque rural del Nublo
Roque Nublo är en park i Spanien.   Den ligger i provinsen Provincia de Las Palmas och regionen Kanarieöarna, i den sydvästra delen av landet, 1 800 km sydväst om huvudstaden Madrid. Roque Nublo ligger 1 719 meter över havet.
Terrängen runt Roque Nublo är kuperad åt nordväst, men åt sydost är den bergig. Roque Nublo ligger uppe på en höjd.Runt Roque Nublo är det ganska tätbefolkat, med 149 invånare per kvadratkilometer. Närmaste större samhälle är San Bartolomé de Tirajana, 6,3 km sydost om Roque Nublo. 